# 森平爽一郎
森平爽一郎（もりだいら そういちろう、1947年2月16日- ）は、日本の経済学者・経営学者。学位は、Ph.D. in Finance（テキサス大学）。慶應義塾大学名誉教授。

## 略歴
群馬県生まれ。1969年学習院大学経済学部卒、1971年青山学院大学大学院経営学研究科修士課程修了、同年から青山学院大学経済学部助手、情報科学研究センター助手をへて、1980年から1985年テキサス大学オースティン校経営大学院博士課程修了、Ph.D. in Finance。アセットプライシング、リスク管理、アクチュアリーサイエンスなどを専攻。福島大学経済学部経営学科助教授、慶應義塾大学総合政策学部、大学院教授。2013年定年、名誉教授となり。同年から早稲田大学商学学術院（大学院ファイナンス研究科教授（応用アセットプライシング、クレジットリスクモデリング I,II,　保険とリスク管理、応用ファイナンス演習などを担当）。2018年退職。

## 著書
- 『経済・ファイナンスのためのカルマンフィルター入門』 (朝倉書店) 2019年2月
- 『EViewsで学ぶ応用ファイナンス： ファイナンスデータを使った実証分析へのいざない』 (日本評論社) 2019年3月,(高英模（こう・よんも)氏と共著）
- 『金融リスクマネジメント入門』 (日経文庫 日本経済新聞出版社) 2012
- 『信用リスクモデリング 測定と管理』 (応用ファイナンス講座) 朝倉書店 2009
- 『コンピュテーショナル・ファイナンス』 (ファイナンス講座) 小島裕との共著 朝倉書店 1997
- 『物語で読み解くデリバティブ入門』日本経済新聞出版社 2007　のち日経ビジネス人文庫（2011）
- 『物語で読み解くファイナンス入門』日本経済新聞出版社 2007　のち日経ビジネス人文庫(2011)(中国語での「金融学：故事解読」が2014年南方出版社から刊行)
- 『「マイコン革命」って何?』 (V books)東洋経済新報社 1979

### 共編著・監修
- 『ファイナンシャル・リスクマネージメント』 (ファイナンス講座) 編. 朝倉書店 2000
- 『証券用語辞典 新版』武田昌輔, 上村達男,淵田康之共責任編集.  BSIエデュケーション 2000　銀行研修社 2007
- 『顧客と学ぶ投資ゼミナール』全4巻 監修, 金融財政事情研究会編. 金融財政事情研究会 2001
- 『αの追求 資産運用の新戦略』監修, 三菱信託銀行年金運用研究会編. 金融財政事情研究会 2003
- 『金融資産運用設計』 (FPテキスト) 監修. 日本ファイナンシャル・プランナーズ協会 2007
- 『ケースでわかる実践CRE(企業不動産)戦略』日本土地建物株式会社共編 東洋経済新報社 2007
- 『信用リスクの測定と管理 Excelで学ぶモデリング』早稲田大学大学院ファイナンス研究科編,編著 中央経済社 2011

### 翻訳
- D.ラムベルトン, B.ラペール『ファイナンスへの確率解析』監修,青木信隆,大多和亨,岩村伸一, 中川秀敏訳 朝倉書店 2000
- アンソニー・サウンダース『信用リスクの測定手法のすべて VARへの新しいアプローチ』監訳, 菅原周一, 鈴木隆之,西岡祐生訳 金融財政事情研究会 2001
- J.-P.ブショー, M.ポッター『金融リスクの理論 経済物理からのアプローチ』 (ファイナンス・ライブラリー) 監修, 森谷博之,熊谷善彰訳 朝倉書店 2003
- G.S.Maddala, C.R.Rao 編『ファイナンス統計学ハンドブック』小暮厚之共監訳. 朝倉書店 2004
- クリスチャン・ブルーム, ロジャー・オーバーベック, クリストフ・ワーグナー『クレジットリスクモデリング入門』 (金融職人技シリーズ) 監訳 シグマベイスキャピタル 2007
- アンソニー・サウンダース, リンダ・アレン『信用リスク入門 0.1%の危機に備える新しいリスク管理手法』監訳, 鈴木隆之,佐藤秀晶,上木原さおり訳 日経BP社 2009
- A.C.チャン, K.ウエインライト『現代経済学の数学基礎 第4版』小田正雄,高森寛,森崎初男共訳 シーエーピー出版 2010
- モーラッド・ショウドリー『イールドカーブ分析』監訳, みずほ信託銀行運用ユニット債券運用研究会訳 東洋経済新報社 2010
- ニール・A. ドハーティ『統合リスクマネジメント』米山高生共監訳, 柳瀬典由 [ほか] 訳. 中央経済社 2012
- ルイス・J・アルトフェスト『パーソナルファイナンス プロフェッショナルFPのための理論と実務』伊藤宏一, 岩佐代市,駒井正晶, 高橋文郎共訳, 日本FP協会監修 マグロウヒル・エデュケーション 2013

## 論文
- 英文論文
- Moridaira, S. (2019). How the Capital Market Reacted to the Great East Japan Earthquake: in A Risk Perspective. In Governance, Risk and Financial Impact of Mega Disasters (pp. 81-96). Springer, Singapore.  Jiang, Y. Y., Asai, Y., & Moridaira, S. (2013). On household insurance demand and loss control: evidence from the Great East Japan Earthquake. International Journal of Business, 18(4), 332.  Shirasu, Y., Komoribayashi, K., & Moridaira, S. (2009). Estimation of capital beta and cost of capital: a focus on Japanese property-liability insurance companies and lines of business. Asia-Pacific Journal of Risk and Insurance, 3(2).  Moridaira, S., Urrutia, J. L., & Witt, R. C. (1992). The equilibrium insurance price and underwriting return in a capital market setting. Journal of Risk and Insurance, 291-300.  Moridaira, S. (1985). Two essays on economic and financial theories of insurance: optimal futures for insurers and international reinsurance under uncertainty (Doctoral dissertation, University of Texas at Austin).
- 日本語論文　<森平爽一郎